# هورسترمیر
هورسترمیر (به هلندی: Horstermeer) یک منطقهٔ مسکونی در هلند است که در ویده‌میرن واقع شده‌است. هورسترمیر ۷۷۰ نفر جمعیت دارد.